# ساریشوو (شهرستان ملئوزوفسکی، باشقیرستان)
ساریشوو (انگلیسی: Saryshevo, Meleuzovsky District, Republic of Bashkortostan) یک شهرک در شهرستان ملئوزوفسکی استان باشقیرستان کشور روسیه است.